# Charly-Oradour
Charly-Oradour là một xã trong vùng Grand Est, thuộc tỉnh Moselle, quận Metz-Campagne, tổng Vigy. Tọa độ địa lý của xã là 49° 10' vĩ độ bắc, 06° 14' kinh độ đông. Charly-Oradour nằm trên độ cao trung bình là 190 mét trên mực nước biển, có điểm thấp nhất là 177 mét và điểm cao nhất là 245 mét. Xã có diện tích 6,77 km², dân số vào thời điểm 1999 là 621 người; mật độ dân số là 91 người/km². Xã nằm về phía đông bắc của Metz.

## Thông tin nhân khẩu
| 1962 | 1968 | 1975 | 1982 | 1990 | 1999 |
| ---- | ---- | ---- | ---- | ---- | ---- |
| 166  | 196  | 248  | 259  | 385  | 621  |